# Luiz Onmura
Luiz Yoshio Onmura (ur. 29 czerwca 1960 w São Paulo, zm. 1 listopada 2024 w Santos) – brazylijski judoka. Trzykrotny olimpijczyk. Brązowy medalista z Los Angeles 1984; trzynasty w Moskwie 1980 i Seulu 1988. Walczył w wadze półlekkiej i lekkiej.
Uczestnik mistrzostw świata w 1979 i 1987. Wicemistrz igrzysk panamerykańskich w 1979, 1983 i 1987. Zdobył trzy medale na mistrzostwach panamerykańskich w latach 1980–1988.

## Letnie Igrzyska Olimpijskie 1980
| Konkurencja | Eliminacje                 | Eliminacje               | Klas. końcowa |
| Konkurencja | Przeciwnik I               | Przeciwnik II            | Miejsce       |
| ----------- | -------------------------- | ------------------------ | ------------- |
| 65 kg       | Constantin Niculae (ROM) Z | Wolfgang Biedron (SWE) P | 13.           |

## Letnie Igrzyska Olimpijskie 1984
| Konkurencja | Eliminacje             | Eliminacje               | Eliminacje         | Finały             | Finały                  | Klas. końcowa |
| Konkurencja | Przeciwnik I           | Przeciwnik II            | 1/4                | 1/2                | o 3 miejsce             | Miejsce       |
| ----------- | ---------------------- | ------------------------ | ------------------ | ------------------ | ----------------------- | ------------- |
| 71 kg       | Yousry Zagloul (EGY) Z | Hassan Ben Gamra (TUN) Z | Mike Swain (USA) Z | Ezio Gamba (ITA) P | Glenn Beauchamp (CAN) Z | 3.            |

## Letnie Igrzyska Olimpijskie 1988
| Konkurencja | Eliminacje            | Eliminacje            | Klas. końcowa |
| Konkurencja | Przeciwnik I          | Przeciwnik II         | Miejsce       |
| ----------- | --------------------- | --------------------- | ------------- |
| 71 kg       | Wiesław Błach (POL) Z | Kerrith Brown (GBR) P | 13.           |